# Hamish Linklater
Hamish Linklater (ur. 7 lipca 1976 w Great Barrington) – amerykański aktor charakterystyczny. 

## Życiorys

### Wczesne lata
Urodził się w Great Barrington w  Massachusetts jako syn Kristin Linklater, trenerki śpiewu, i Jamesa „Jima” Lincolna Cormenya. Jego rodzina miała korzenie szkockie, angielskie, niemieckie, szwedzkie, irlandzkie i belgijskie. Wychowywany był przez samotną matkę częściowo w Berkshires, gdzie była założycielką trupy teatralnej Shakespeare & Company.
Linklater miał osiem lat, kiedy zaczął grać małe role szekspirowskie. W 1994 ukończył Commonwealth School w Bostonie. Uczęszczał do Amherst College w Amherst. Wybrał język angielski jako swój główny kierunek, ale w połowie studiów opuścił szkołę, aby dołączyć do teatru w Nowym Jorku.

### Role ekranowe
Po raz pierwszy trafił na ekran w roli Davida Turnera w dramacie W rytmie rave (Groove, 2000) z Rachel True i Nickiem Offermanem. W telewizyjnym dramacie wojennym HBO Na żywo z Bagdadu (Live from Baghdad,  2003) w reżyserii Micka Jacksona z Michaelem Keatonem i Heleną Bonham Carter wystąpił w roli korespondenta CNN Richarda Rotha. Następnie był widziany w dwóch serialach telewizyjnych – medycznym ABC Gideon’s Crossing (2000–2001) jako lekarz dr Bruce Cherry, kryminalnym NBC Obława (L.A. Dragnet, 2003) jako Kevin Grimes i American Dreams (2004) w roli szeregowego Stana Silvera.
Od 13 marca 2006 do 12 maja 2010 występował jako Matthew Kimble, brat Christine Campbell (Julia Louis-Dreyfus) w serialu CBS Nowe przygody starej Christine (The New Adventures of Old Christine). W serialu Netflix Nocna msza (Midnight Mas, 2021) zagrał księdza Paula Hilla.

### Kariera teatralna
W 1998 wziął udział w produkcjach off-Broadwayowskich. W 1999 zagrał Laertesa w Hamlecie. W 2006 wystąpił jako Mitch w produkcji Cyklon w Studio Dante. W 2007 za rolę zamkniętego w sobie pisarza Brandta, niespokojnego kandydata do pracy jako ghostwriter w sztuce Zajęty świat jest uciszony z Jill Clayburgh był nominowany do nagrody Drama League.
Jako Sir Andrew Aguecheek w komedii szekspirowskiej Wieczór Trzech Króli w 2010 zdobył nominację do nagrody Drama Desk. Ponadto wystąpił w sztukach Williama Shakespeare’a takich jak Kupiec wenecki (2010), Zimowa opowieść (2010) i Wiele hałasu o nic (2014) jako Benedick.
W 2011 trafił na Broadway w roli Martina w przedstawieniu Seminarium u boku Alana Rickmana. Został uhonorowany nagrodą Obie 2011 za kreację Franka w spektaklu Szkoła kłamstw. W 2015 wystąpił w komedii szekspirowskiej Cymbelin w podwójnej roli jako cnotliwy Posthumus Leonatus – szlachcic, mąż Imogeny i Kloten – syn Królowej z pierwszego małżeństwa. W 2018 napisał sztukę The Whirligig. W 2020 był nominowany do nagrody Lucille Lortel za rolę magnetycznego, diabelsko uroczego i żonatego faceta w komedii Ból mojej wojowniczości.

## Życie prywatne
21 stycznia 2002 poślubił dramatopisarkę Jessicę Goldberg. Mają córkę Lucindę Rose (ur. 2007). Rozwiedli się w 2012. W 2013 związał się z Lily Rabe.

## Filmografia

### Filmy
- 2005: Fantastyczna Czwórka jako Leonard
- 2012: Battleship: Bitwa o Ziemię jako Cal Zapata
- 2013: 42 – Prawdziwa historia amerykańskiej legendy jako Ralph Branca
- 2014: Magia w blasku księżyca jako Brice
- 2015: Big Short jako Porter Collins
- 2017: Sklep z jednorożcami jako Gary

### Seriale
- 2003: Obława jako Kevin Grimes
- 2004: American Dreams jako Stan Silver
- 2006–2010: Nowe przygody starej Christine jako Matthew Kimble
- 2007: Gdzie pachną stokrotki jako John Joseph Jacobs
- 2009: Brzydula Betty jako Evan York
- 2012: Prawo i porządek: sekcja specjalna jako David Morris
- 2012: Słowo na R jako Dave Cooper
- 2012–2013: Żona idealna jako David LaGuardia
- 2013: Newsroom jako Jerry Dantana
- 2013–2014: Przereklamowani jako Andrew Keanelly
- 2017: Fargo jako Larue Dollard
- 2017–2019: Legion jako Clark Debussy

## Publikacje
- Hamish Linklater: The Whirligig. Dramatists Play Service Incorporated, 2018. ISBN 0-8222-3795-4.